# Tyvek
Tyvek /taɪˈvɛk/ là một nhãn hiệu của vật liệu nhân tạo dạng màng tổng hợp làm từ các sợi Polyetylen không dệt mật độ cao.

## Đặc điểm
Số liệu các dòng sản phẩm 10xx lấy theo số liệu của DuPont.
| Đặc tính kỹ thuật                    | Đơn vị | 1025D        | 1057D       | 1073D       | 1082D           | Phương pháp thử |
| ------------------------------------ | ------ | ------------ | ----------- | ----------- | --------------- | --------------- |
| Định lượng (min-max)                 | g / m² | 42,5 40,5-45 | 55 53-58    | 75>br>72-78 | 105 101,5-108,5 | ISO 536         |
| Độ dày (min-max)                     | µm     | 140 80-120   | 160 100-230 | 205 135-275 | 270 190-350     | EN 20534        |
| Độ bền kéo (dọc)                     |        |              |             |             |                 |                 |
| Độ bền kéo (ngang)                   |        |              |             |             |                 |                 |
| Độ giãn dài tại điểm đứt chiều dọc   |        |              |             |             |                 |                 |
| Độ giãn dài tại điểm đứt chiều ngang |        |              |             |             |                 |                 |
| Độ bền xé dọc                        |        |              |             |             |                 |                 |
| Độ bền xé ngang                      |        |              |             |             |                 |                 |
| Độ đục                               |        |              |             |             |                 |                 |
| Độ thấm khí                          |        |              |             |             |                 |                 |
| Internal Bonding                     |        |              |             |             |                 |                 |
| Traitement Corona Antistat           |        |              |             |             |                 |                 |

## Ứng dụng

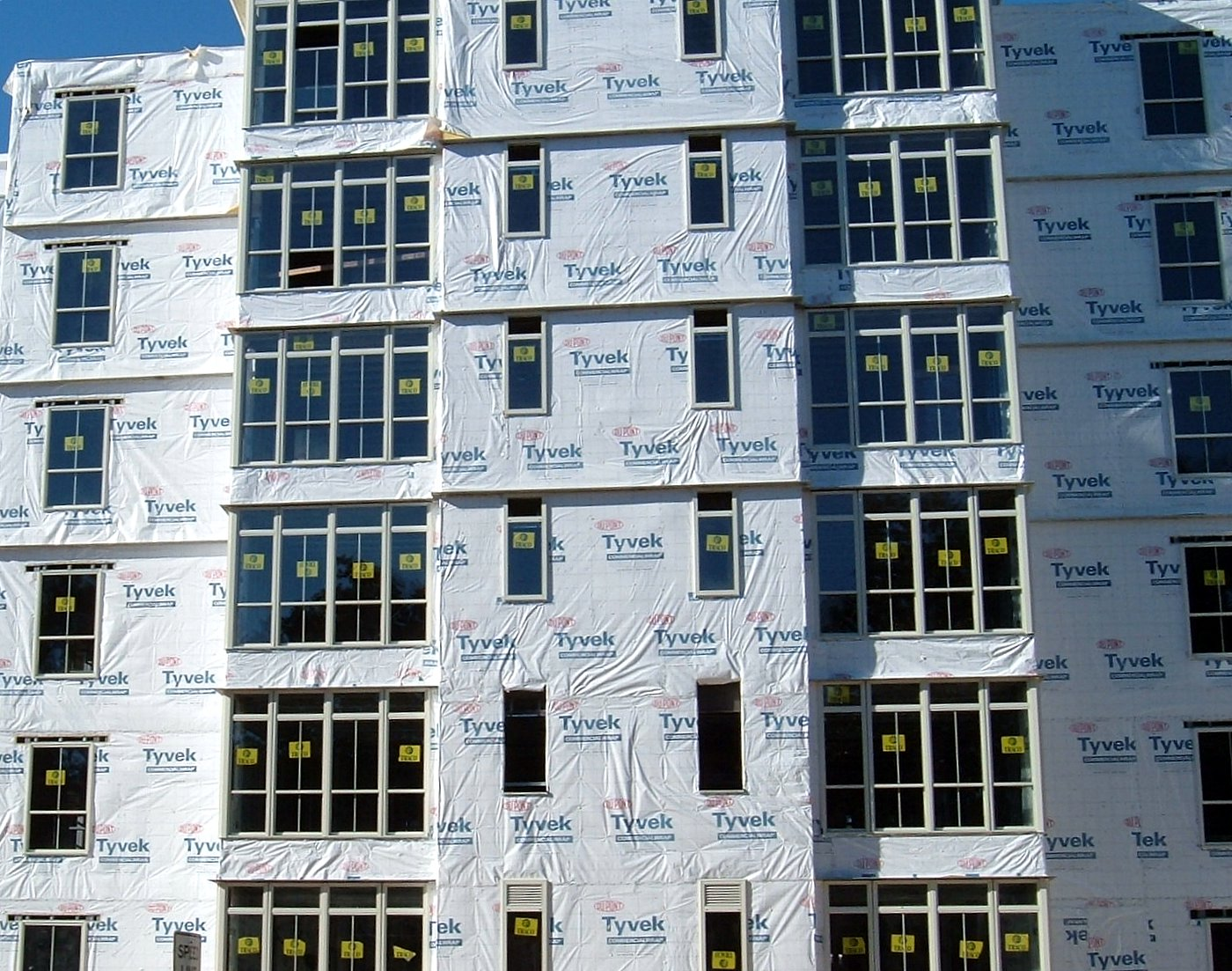
Giấy Tyvek phủ căn hộ tại Học viện Công nghệ Georgia, Atlanta, Georgia, Hoa Kỳ

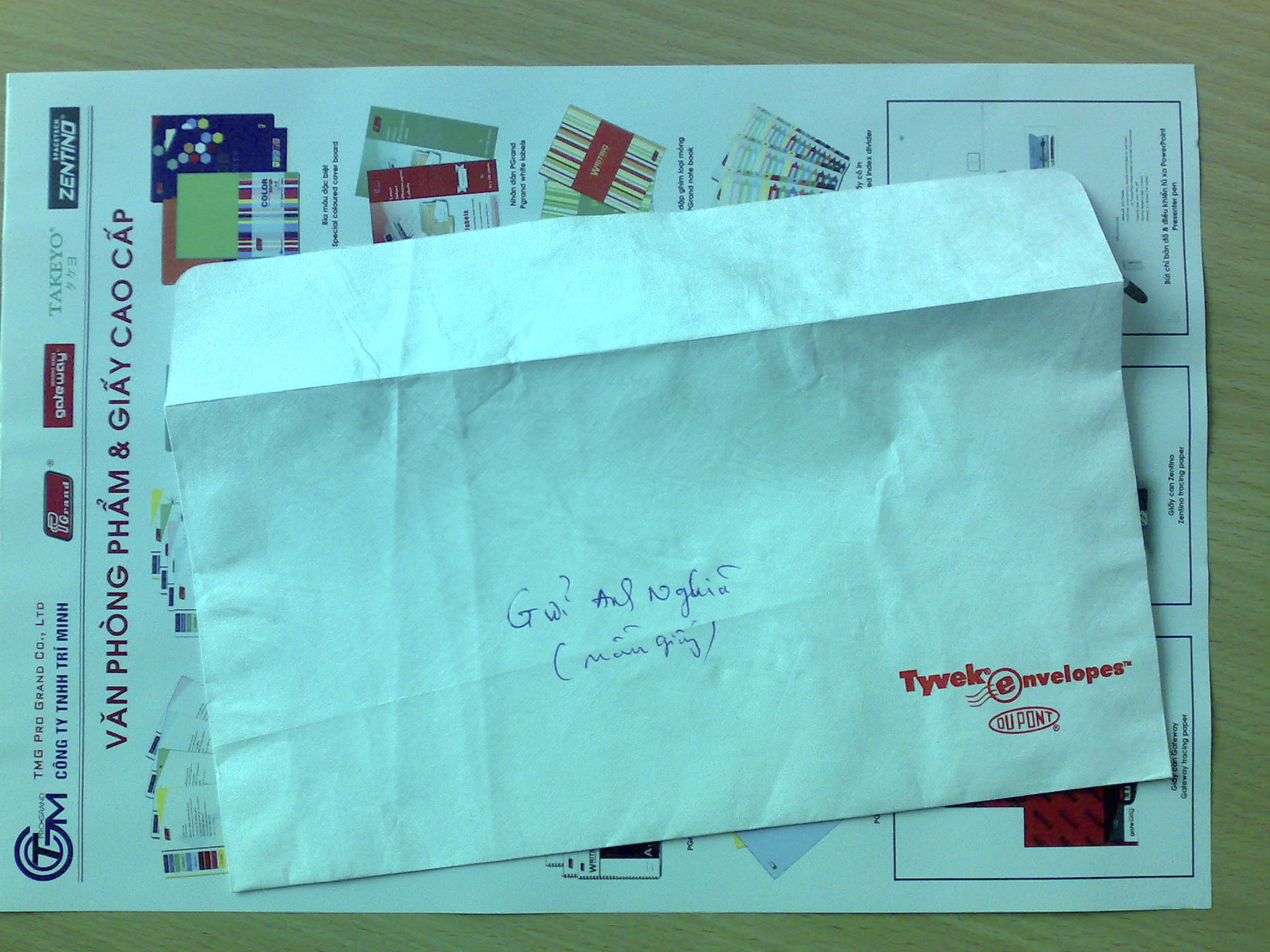
Phong bì giấy Tyvek

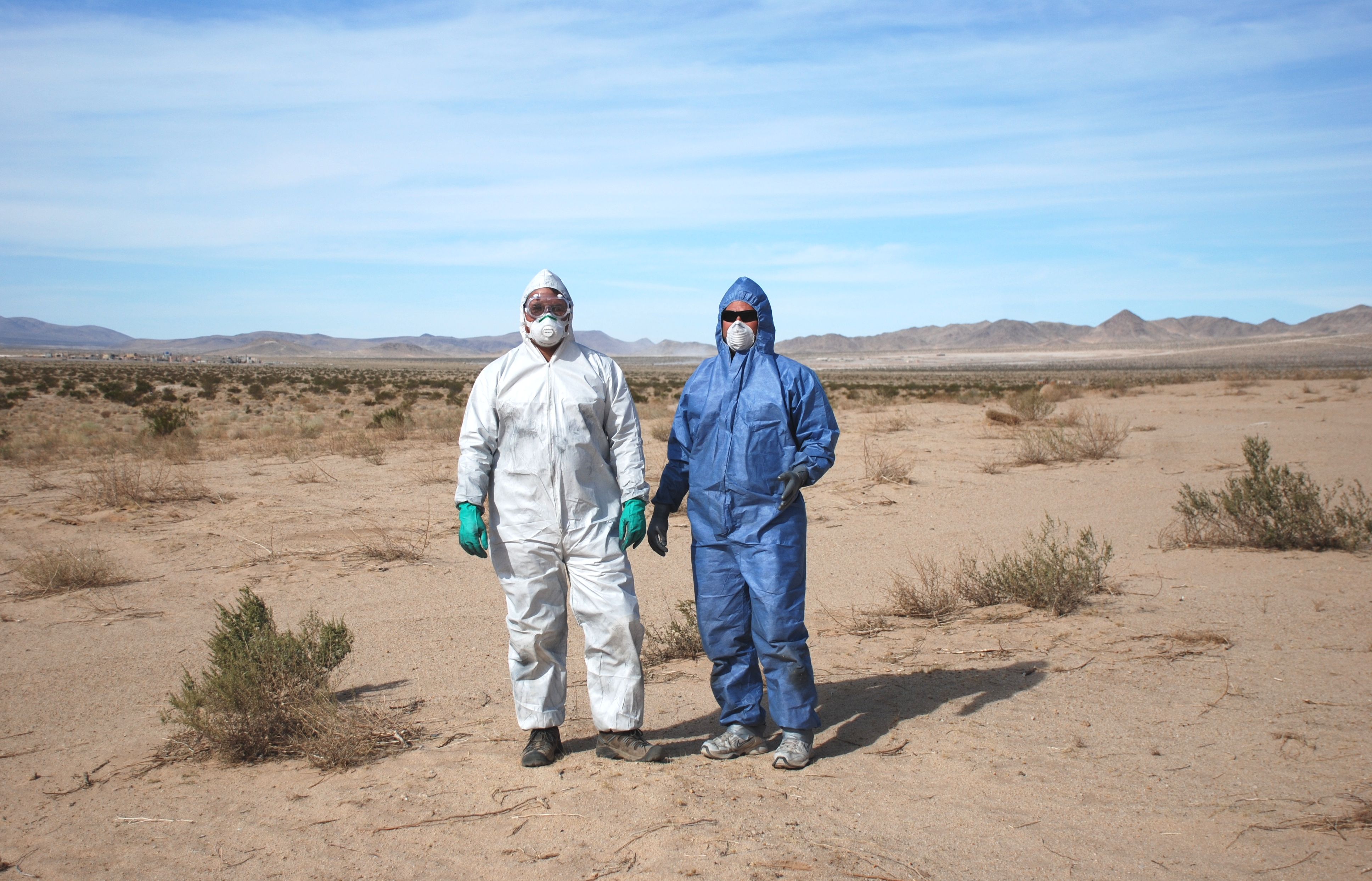
Áo liền quần Tyvek

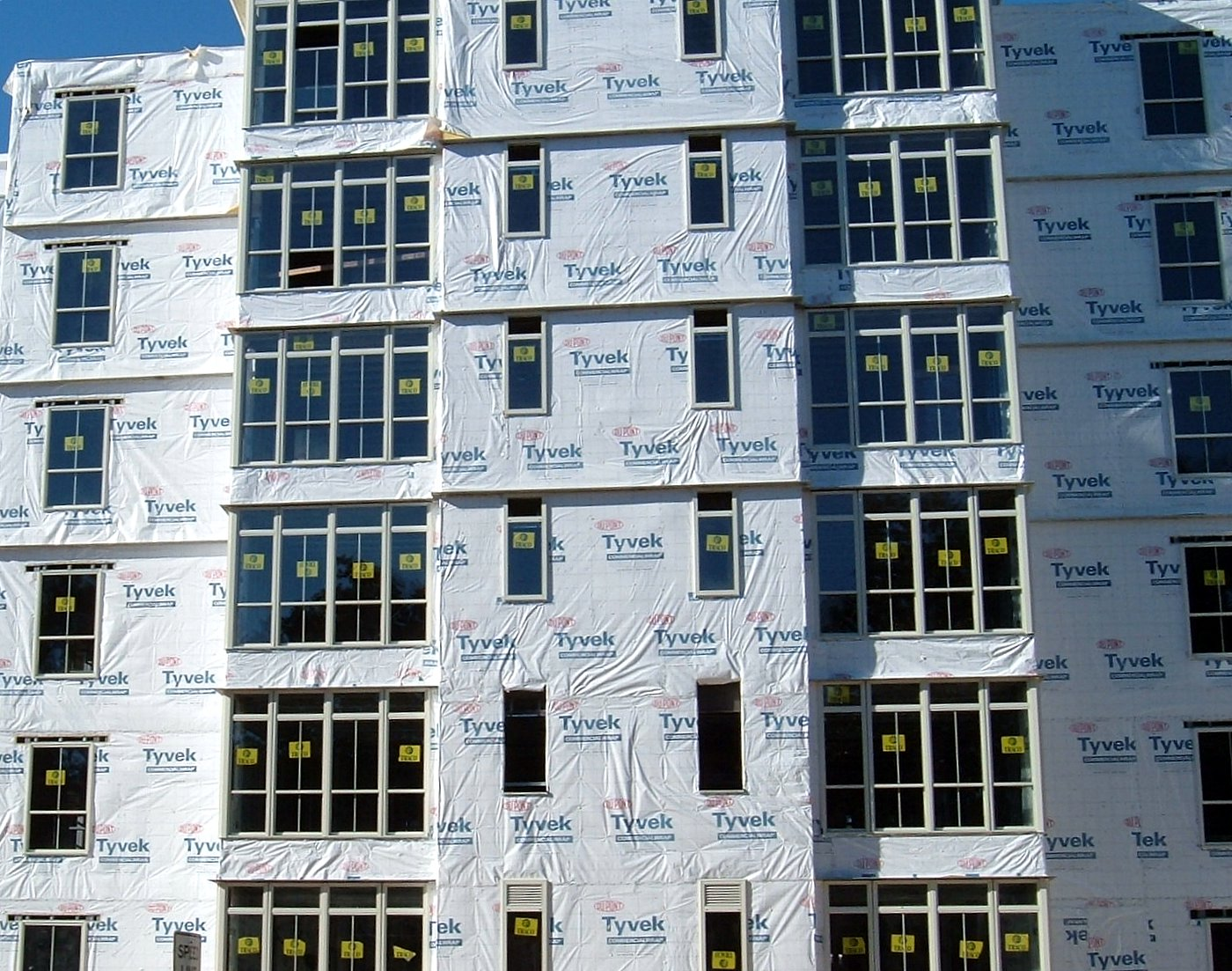
Che phủ

- Che phủ công trình xây dựng nhằm chống thấm nhưng vẫn cho hơi nước bốc ra ngoài.[5]
- Trong bưu chính, một số phong bì của các bưu phẩm chuyển phát nhanh và quan trọng sử dụng giấy Tyvek: FedEx, USPS
- New Zealand sử dụng giấy Tyvek làm giấy phép lái xe từ 1986 đến 1999.[6]
- Giấy Tyvek được một số quốc gia sử dụng làm giấy in tiền: 
  - Tờ colón của Costa Rica phát hành 1983.[7]
  - Tờ 1 Bảng Anh của Đảo Man được in trên giấy Tyvek nhưng sử dụng nhãn hiệu Bradvek.[8]
  - Haiti.[9]
- bảo hộ lao động cho thợ cơ khí, công nhân dầu khí,[10][11] họa sỹ, thợ lắp máy phòng nhiệt, nhân viên phòng thì nghiệm và các phòng sạch, đặc biệt nơi cần sử dụng 1 lần. Quần áo Tyvek cũng được sử dụng cho lao động có tiếp xúc với các hóa chất độc hại mức độ nhẹ, ví dụ như Amiăng[12] hay chiếu xạ. Nhà thiết kế Jill Andrews đã sử dụng Tyvek làm quần áo bảo hộ y tế phòng tránh đại dịch Virus Ebola Tây Phi năm 2015. Do đặc tính thoáng khí nên bộ đồ Tyvek có thể làm tăng thời gian sử dụng đồ bảo hộ lên gấp 2 lần.[13][14] Trong đại dịch COVID-19, chính phủ Mỹ cũng đã sử dụng quần áo bảo hộ làm từ chất liệu Tyvek may tại Việt Nam nhằm phòng, chống dịch.[15]
- Max Gunawan sử dụng giấy Tyvek làm nguyên liệu sản xuất đèn không dây Lumio có hình dáng giống quyển sách.[16][17]
- Bia cho việc tập luyện bắn cung cũng được sử dụng Tyvek vì lý do chịu nước.[18]
- Năm 1976, nhà thời trang Fiorucci đã hoàn thành toàn bộ bộ sưu tập của Tyvek.[19]

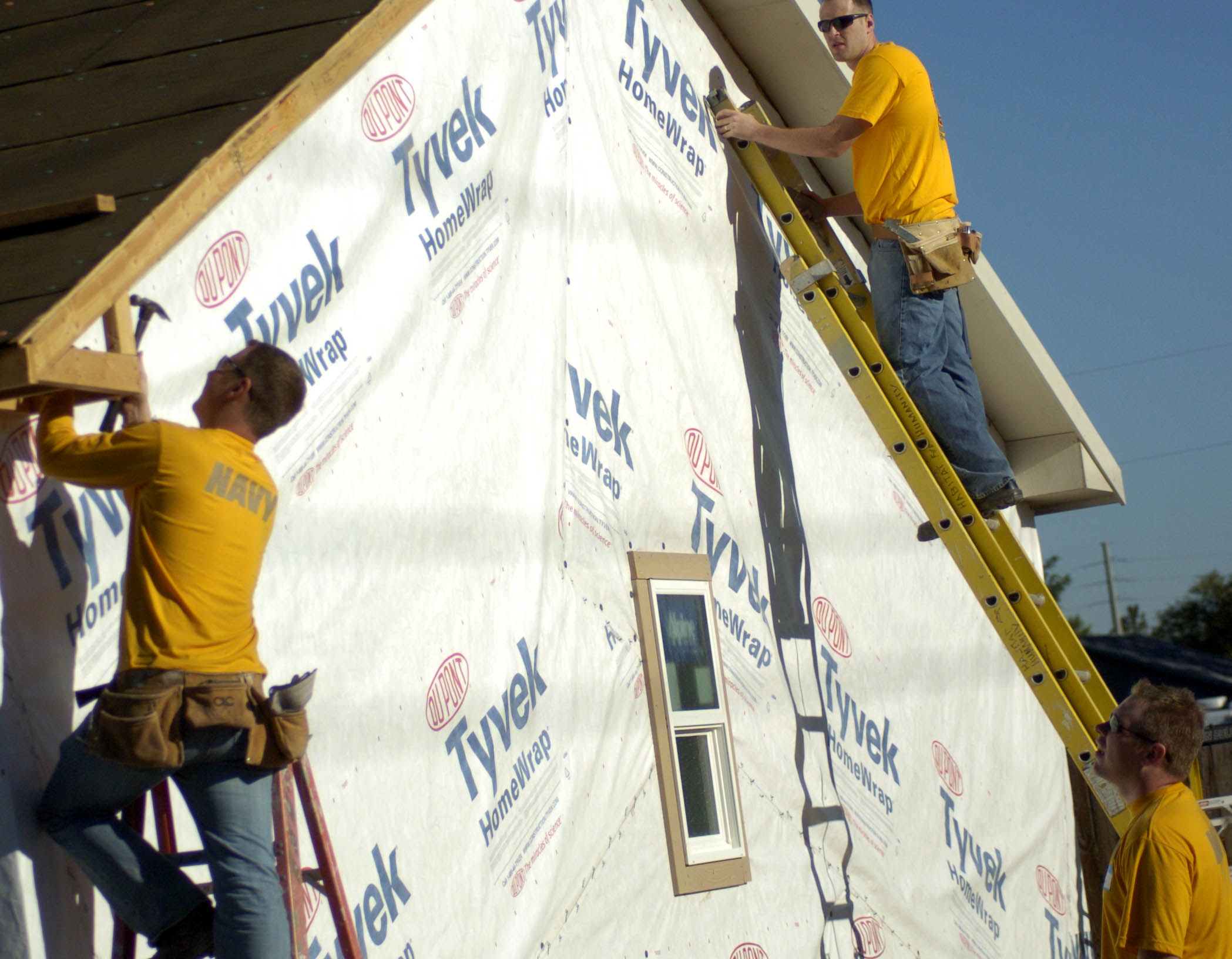
Các thủy thủ đang phủ căn nhà mới
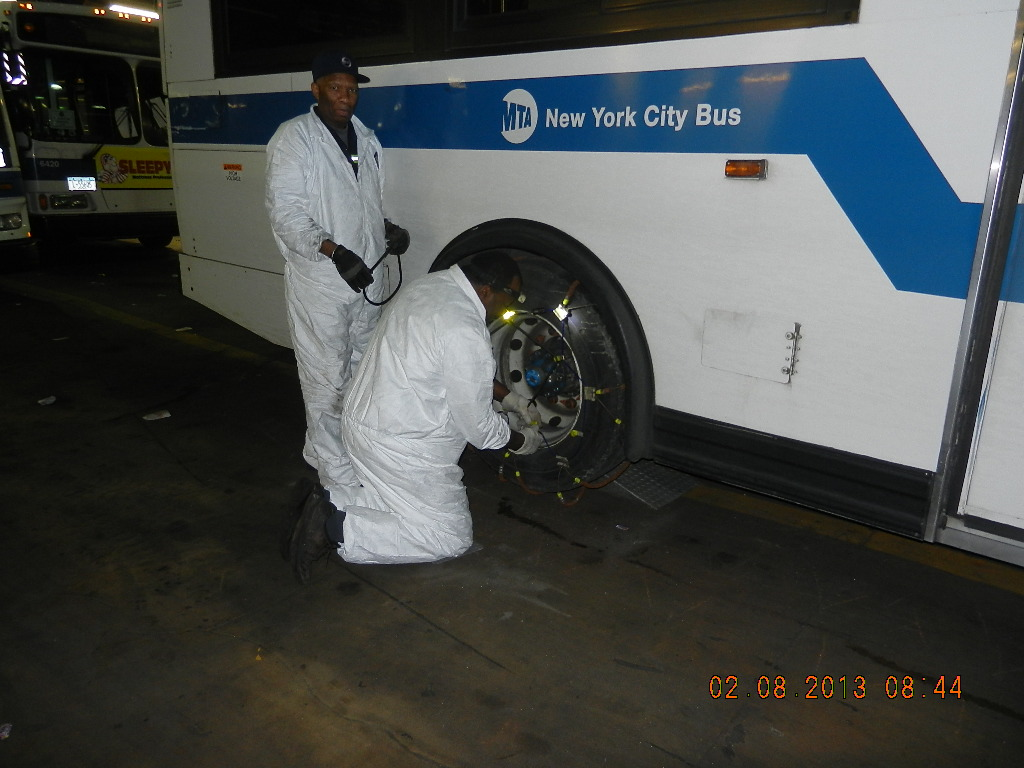
Công nhân mặc áo liền quần Tyvek rửa xe buýt ở Manhattan, New York
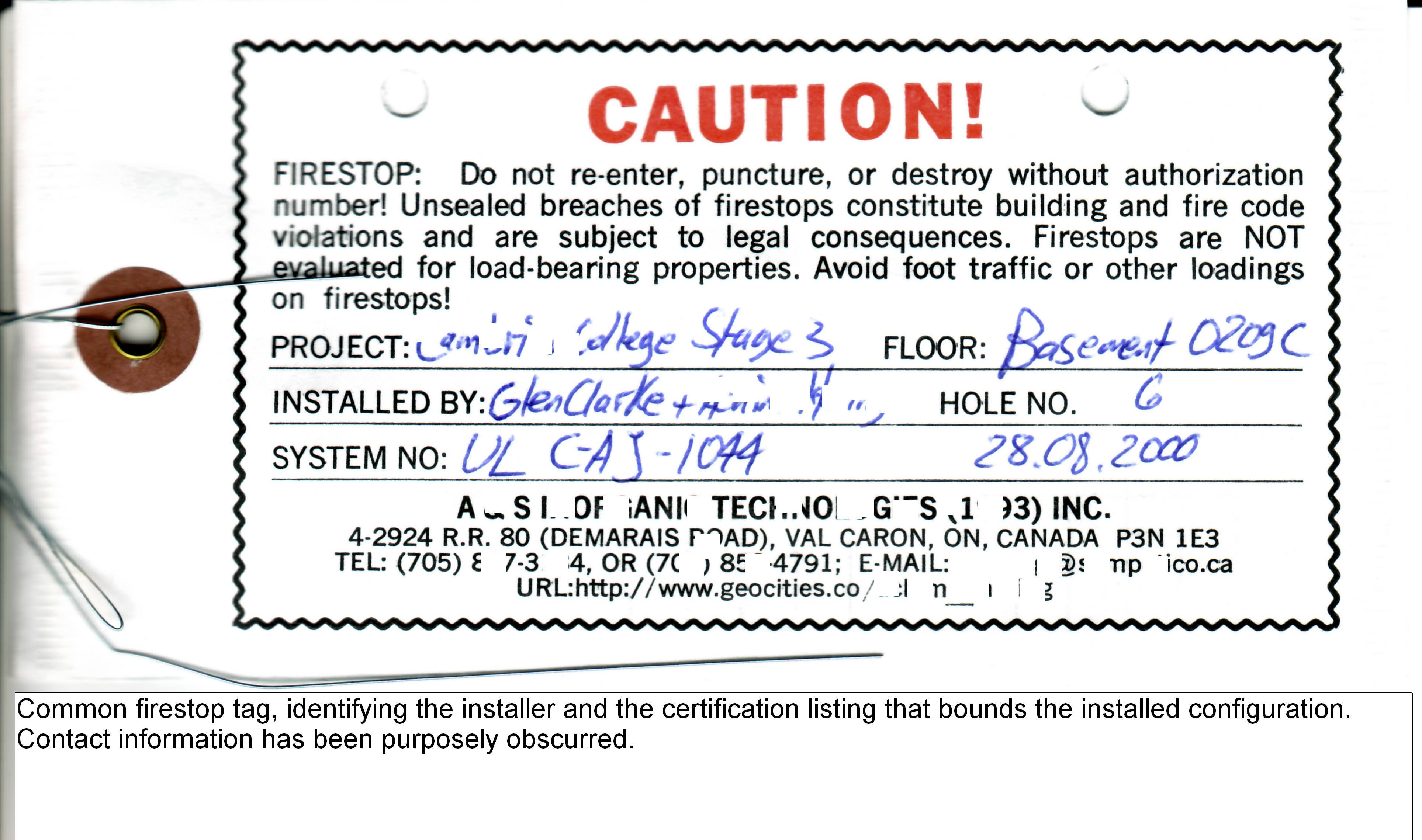
Tờ cảnh báo in trên giấy Tyvek vì độ bền của nó